# Anamaria Govorčinović
Anamaria Govorčinović, hrvatska je kajakašica na mirnim vodama i prva hrvatska kajakaška olimpijka.
Djetinjstvo provodi u Hrvatskoj Kostajnici. Kajakom se počinje baviti sa šest godina. Završetkom osnovne škole odlazi u Zagreb, gdje maturira na I. gimnaziji.
Višestruka je državna prvakinja.
Na Olimpijskim igrama u Tokiju nastupila je u utrkama u kajaku jednosjedu na 200 i 500 metara.
Osvajačica je srebrnoga odličja u kajaku jednosjedu na 500 m na Svjetskom prvenstvu u kanadskom Halifaxu, u kolovozu 2022.